# Estivareilles (Loire)
Estivareilles ist eine französische Gemeinde mit 709 Einwohnern (Stand: 1. Januar 2022) im Département Loire in der Region Auvergne-Rhône-Alpes. Sie gehört zum Arrondissement Montbrison und zum Kanton Saint-Just-Saint-Rambert. Die Bewohner werden Estivaliens und Estivaliennes genannt.

## Geografie
Die Gemeinde Estivareilles liegt in der historischen Landschaft Forez im Zentralmassiv an der Grenze zum Département Puy-de-Dôme, 30 Kilometer westlich von Saint-Étienne. Das Gemeindegebiet wird vom Fluss Andrable durchquert, ganz im Westen verläuft der Champdieu. Umgeben wird Estivareilles von den Nachbargemeinden Marols im Norden, Luriecq im Nordosten und Osten, Saint-Nizier-de-Fornas im Osten und Südosten, Merle-Leignec im Südosten und Süden, Apinac im Süden und Südwesten, Usson-en-Forez im Südwesten und Westen, Saillant und La Chapelle-en-Lafaye im Westen sowie Montarcher im Nordwesten.

## Geschichte
Im Zweiten Weltkrieg befand sich Frankreich unter deutscher Besatzung. Als Estivareilles am 22. August 1944 von der Résistance befreit wurde, wurde eine ganze Kolonne von rund 1000 deutschen Soldaten von den Widerstandskämpfern gefangen genommen.

## Bevölkerungsentwicklung
| Jahr                       | 1962 | 1968 | 1975 | 1982 | 1990 | 1999 | 2006 | 2012 | 2022 |
| -------------------------- | ---- | ---- | ---- | ---- | ---- | ---- | ---- | ---- | ---- |
| Einwohner                  | 692  | 681  | 616  | 541  | 558  | 520  | 629  | 696  | 709  |
| Quellen: Cassini und INSEE |      |      |      |      |      |      |      |      |      |

## Sehenswürdigkeiten
- Kirche Saint-Pierre-aux-Liens, im 19. Jahrhundert neu erbaut
- Priorei aus dem 13. Jahrhundert
- Kreuz vor der Kirche, 1741 errichtet, seit 1949 als Monument historique eingeschrieben
- Schloss Marandière aus dem 15. Jahrhundert, seit 1997 in Teilen als Monument historique eingeschrieben
- Grundherrenhaus aus dem 15./16. Jahrhundert, im Brand vom April 1787 stark beschädigt
- Reste der früheren Ortsbefestigung aus dem 13. Jahrhundert
- Pfarrhaus aus dem 18. Jahrhundert, nach dem Brand von 1787 neu errichtet
- Gutshaus im Weiler Viviers aus dem 15. Jahrhundert
- Gutshaus im Weiler La Margée aus dem 16. Jahrhundert
- Historisches Museum aus dem 20. Jahrhundert
- Touristische Kleinbahn des Haut-Forez

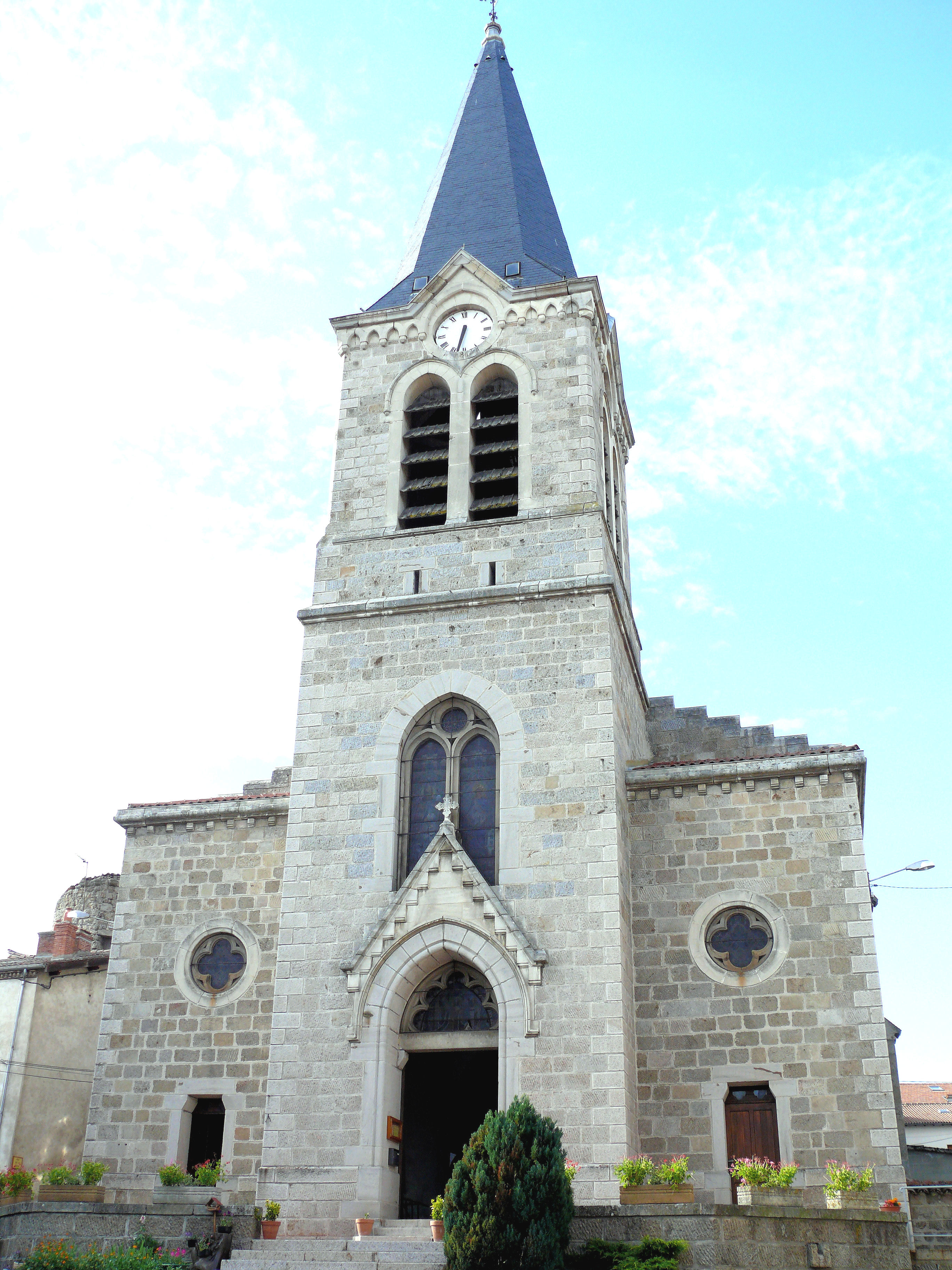
Kirche Saint-Pierre-aux-Liens
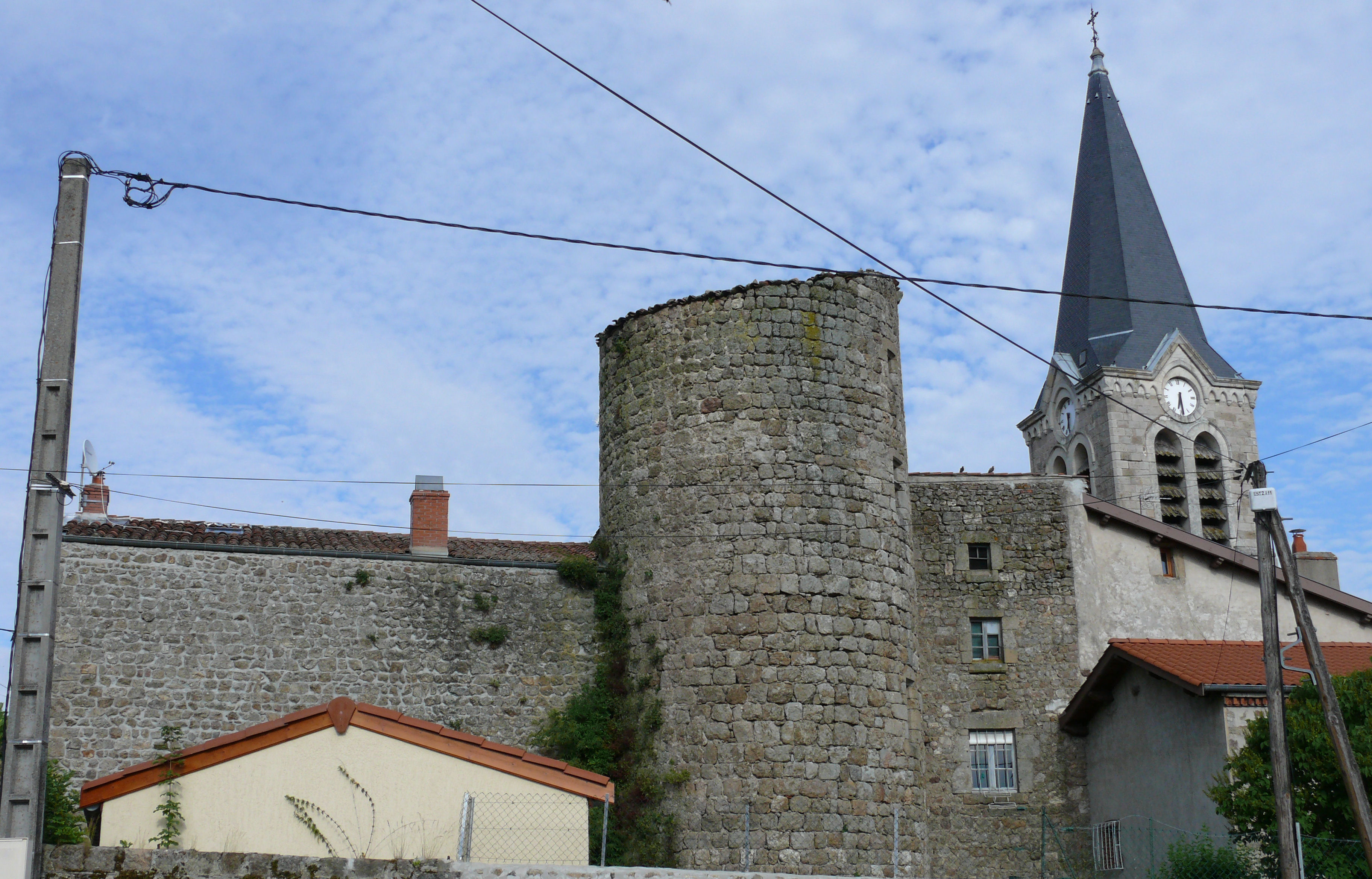
Alte Ortsbefestigung
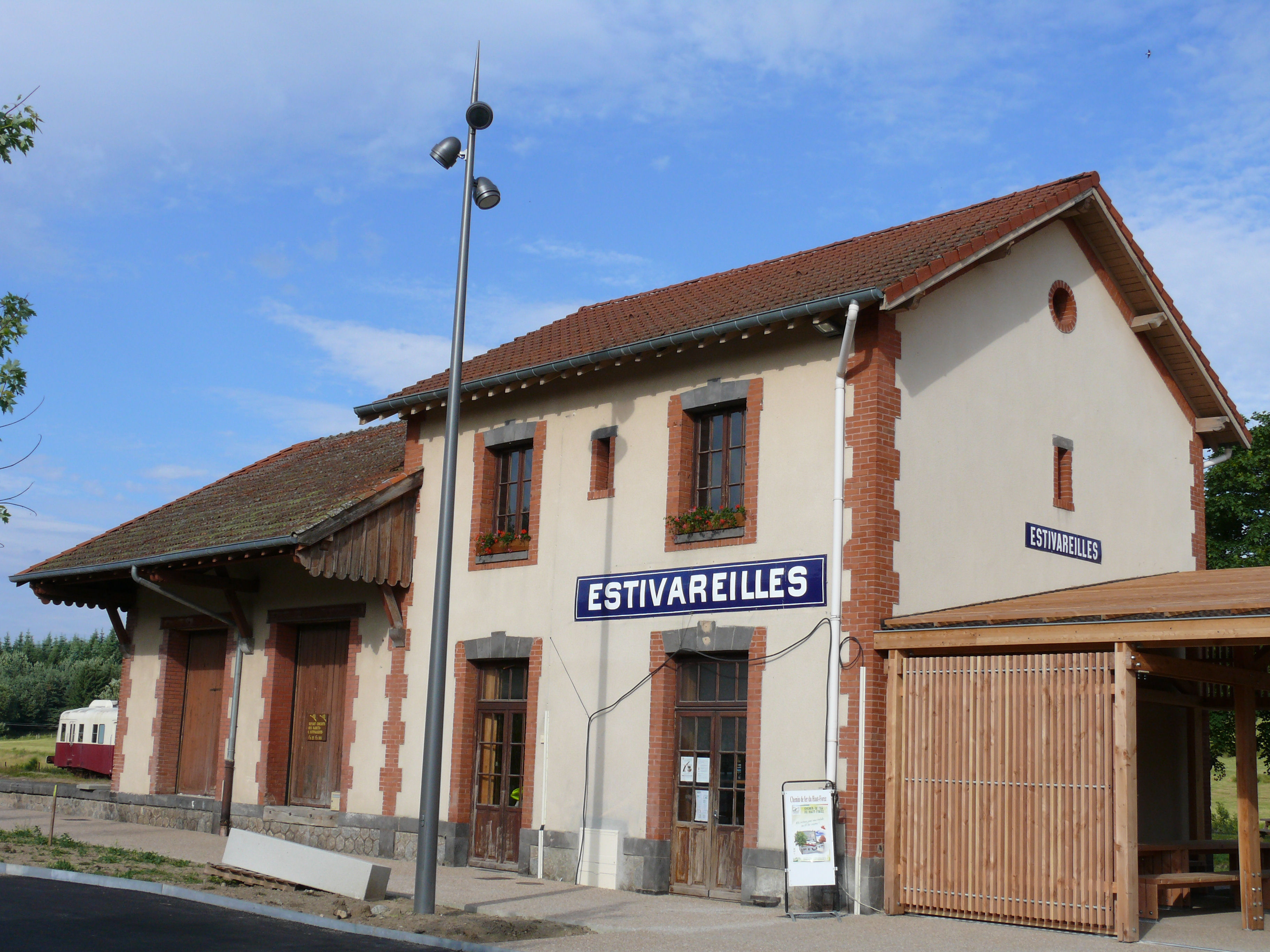
Bahnhof